# Canton de Stiring-Wendel
Le canton de Stiring-Wendel est une circonscription électorale française située dans le département de la Moselle et la région Grand Est.

## Géographie
Ce canton est organisé autour de Stiring-Wendel dans l'arrondissement de Forbach-Boulay-Moselle. Son altitude varie de 197 m (Alsting) à 386 m (Etzling).

## Histoire
Le canton est créé par décret du 24 décembre 1984 réorganisant les deux cantons de Forbach en trois cantons (Forbach, Stiring-Wendel et Behren-lès-Forbach).
Il était situé dans l'arrondissement de Forbach jusqu'au 31 décembre 2014.
Par décret du 18 février 2014, le nombre de cantons du département est divisé par deux, avec mise en application aux élections départementales de mars 2015. Le canton de Stiring-Wendel est conservé et s'agrandit. Il passe de 7 communes + 1 fraction à 14 communes entières.

## Langue
D'après un recensement de 1962, le canton comptait 60 à 80 % de locuteurs du francique lorrain. Après cette date, les recensements de l'INSEE ont arrêté de poser la question de la langue maternelle au citoyen enquêté.

## Représentation

### Représentation avant 2015
| Période | Période | Identité          | Étiquette | Qualité |
| ------- | ------- | ----------------- | --------- | --- |
| 1985    | 1998    | Rémy Botz         | app. UDF  | Maire de Stiring-Wendel                                                                                                 |
| 1998    | 2015    | Jean-Claude Holtz | DVD       | Instituteur puis professeur d'histoire-géographie Maire de Stiring-Wendel (1989-2020) Vice-Président du Conseil Général |

### Représentation à partir de 2015
| Période élective | Période élective | Mandat | Mandat   | Identité         | Nuance | Nuance | Qualité                                                             |
| ---------------- | ---------------- | ------ | -------- | ---------------- | ------ | ------ | ------------------------------------------------------------------- |
| 2015             | 2021             | 2015   | 2021     | Élisabeth Haag   |        | DVD    | Conseillère municipale de Stiring-Wendel                            |
| 2015             | 2021             | 2015   | 2021     | Constant Kieffer |        | LR     | Cadre supérieur Maire de Bousbach                                   |
| 2021             | 2028             | 2021   | en cours | Élisabeth Haag   |        | DVD    | Conseillère sortante, 6ème Vice-Présidente du conseil départemental |
| 2021             | 2028             | 2021   | en cours | Constant Kieffer |        | LR     | Conseiller sortant                                                  |

### Résultats détaillés

#### Élections de mars 2015
À l'issue du 1er tour des élections départementales de 2015, deux binômes sont en ballottage : Kévin Pfeffer et Patricia Scheuer (FN, 42,42 %) et Élisabeth Haag et Constant Kieffer (DVD, 38,46 %). Le taux de participation est de 37,6 % (9 958 votants sur 26 485 inscrits) contre 44,87 % au niveau départemental et 50,17 % au niveau national.
Au second tour, Élisabeth Haag et Constant Kieffer (DVD) sont élus avec 57,67 % des suffrages exprimés et un taux de participation de 40,66 % (5 940 voix pour 10 768 votants et 26 484 inscrits).

#### Élections de juin 2021
Le premier tour des élections départementales de 2021 est marqué par un très faible taux de participation (33,26 % au niveau national). Dans le canton de Stiring-Wendel, ce taux de participation est de 23,94 % (5 865 votants sur 24 501 inscrits) contre 26,75 % au niveau départemental. À l'issue de ce premier tour, deux binômes sont en ballottage : Élisabeth Haag et Constant Kieffer (DVD, 35,65 %) et Audrey Kieffer et Kévin Pfeffer (RN, 27,9 %).
Le second tour des élections est marqué une nouvelle fois par une abstention massive équivalente au premier tour. Les taux de participation sont de 34,36 % au niveau national, 27,16 % dans le département et 22,9 % dans le canton de Stiring-Wendel. Élisabeth Haag et Constant Kieffer (DVD) sont élus avec 61,52 % des suffrages exprimés (3 295 voix pour 5 610 votants et 24 503 inscrits),,. 

## Composition

### Composition e 1984 à 2015

Situation du canton de Stiring-Wendel dans l'Arrondissement de Forbach avant 2015.

Le canton de Stiring-Wendel se composait de :
- la fraction de la commune de Forbach située au nord d'une ligne définie par l'axe du chemin départemental 32 b à partir de la limite de la commune de Schœneck jusqu'à la voie ferrée desservant le puits Simon, la voie ferrée de desserte du puits Simon en direction des ponts de Petite-Rosselle jusqu'au chemin d'exploitation menant au château d'eau de Forbach et l'axe de ce chemin jusqu'à la limite de la commune de Petite-Rosselle,
- sept communes entières.

| Nom                        | Code Insee | Codepostal | Superficie (km2) | Population (dernière pop. légale) | Densité (hab./km2) |
| -------------------------- | ---------- | ---------- | ---------------- | --------------------------------- | ------------------ |
| Stiring-Wendel (chef-lieu) | 57660      | 57350      | 3,60             | 12 606 (2012)                     | 3 502              |
| Alsting                    | 57013      | 57515      | 5,73             | 2 623 (2012)                      | 458                |
| Etzling                    | 57202      | 57460      | 4,94             | 1 134 (2012)                      | 230                |
| Kerbach                    | 57360      | 57460      | 4,45             | 1 199 (2012)                      | 269                |
| Petite-Rosselle            | 57537      | 57540      | 5,05             | 6 507 (2012)                      | 1 289              |
| Schœneck                   | 57638      | 57350      | 4,06             | 2 769 (2012)                      | 682                |
| Spicheren                  | 57659      | 57350      | 8,11             | 3 198 (2012)                      | 394                |

### Composition après 2015
Le canton de Stiring-Wendel comprend désormais quartorze communes entières.
| Nom                                    | Code Insee | Intercommunalité              | Superficie (km2) | Population (dernière pop. légale) | Densité (hab./km2) | Modifier                                    |
| -------------------------------------- | ---------- | ----------------------------- | ---------------- | --------------------------------- | ------------------ | ------------------------------------------- |
| Stiring-Wendel (bureau centralisateur) | 57660      | CA de Forbach Porte de France | 3,60             | 11 048 (2022)                     | 3 069              | modifier les données · modifier les données |
| Alsting                                | 57013      | CA de Forbach Porte de France | 5,73             | 2 493 (2022)                      | 435                | modifier les données · modifier les données |
| Behren-lès-Forbach                     | 57058      | CA de Forbach Porte de France | 5,54             | 6 299 (2022)                      | 1 137              | modifier les données · modifier les données |
| Bousbach                               | 57101      | CA de Forbach Porte de France | 5,91             | 1 188 (2022)                      | 201                | modifier les données · modifier les données |
| Diebling                               | 57176      | CA de Forbach Porte de France | 7,84             | 1 670 (2022)                      | 213                | modifier les données · modifier les données |
| Etzling                                | 57202      | CA de Forbach Porte de France | 4,94             | 1 135 (2022)                      | 230                | modifier les données · modifier les données |
| Farschviller                           | 57208      | CA de Forbach Porte de France | 11,25            | 1 325 (2022)                      | 118                | modifier les données · modifier les données |
| Folkling                               | 57222      | CA de Forbach Porte de France | 11,87            | 1 392 (2022)                      | 117                | modifier les données · modifier les données |
| Kerbach                                | 57360      | CA de Forbach Porte de France | 4,45             | 1 223 (2022)                      | 275                | modifier les données · modifier les données |
| Metzing                                | 57466      | CA de Forbach Porte de France | 6,45             | 693 (2022)                        | 107                | modifier les données · modifier les données |
| Nousseviller-Saint-Nabor               | 57514      | CA de Forbach Porte de France | 6,13             | 1 185 (2022)                      | 193                | modifier les données · modifier les données |
| Spicheren                              | 57659      | CA de Forbach Porte de France | 8,11             | 3 180 (2022)                      | 392                | modifier les données · modifier les données |
| Tenteling                              | 57665      | CA de Forbach Porte de France | 7,19             | 1 041 (2022)                      | 145                | modifier les données · modifier les données |
| Théding                                | 57669      | CA de Forbach Porte de France | 8,13             | 2 424 (2022)                      | 298                | modifier les données · modifier les données |
| Canton de Stiring-Wendel               | 5725       |                               | 97,14            | 36 296 (2022)                     | 374                | modifier les données                        |

## Démographie

### Démographie avant 2015
| 1990   | 1999   | 2006   | 2011   | 2012   |
| ------ | ------ | ------ | ------ | ------ |
| 30 649 | 30 791 | 30 244 | 29 951 | 30 036 |

### Démographie depuis 2015
En 2022, le canton comptait 36 296 habitants, en évolution de −3,83 % par rapport à 2016 (Moselle : +0,52 %, France hors Mayotte : +2,11 %).
| 2013   | 2018   | 2022   |
| ------ | ------ | ------ |
| 39 004 | 37 089 | 36 296 |